# 懷特康恩 (亞利桑那州)
懷特康恩（英語：Whitecone）是位於美國亞利桑那州納瓦霍縣的一個人口普查指定地區。根據2010年美國人口普查，該地人口為817人，而該地的面積約為116.84平方千米。

## 地理
懷特康恩的座標為35°36′17″N 110°04′48″W / 35.60472°N 110.08000°W，而該地最高點為海拔高度1863米（即6115英尺）。